# 大眼原燈籠魚
大眼原燈籠魚（学名：Protomyctophum parallelum）为輻鰭魚綱燈籠魚目灯笼鱼科的其中一種。分布于南半球亞熱帶至南極的海域，為深海魚類，棲息深度可達2500公尺，體長可達5公分。

## 扩展阅读
維基物種上的相關：大眼原燈籠魚